# Nati per leggere

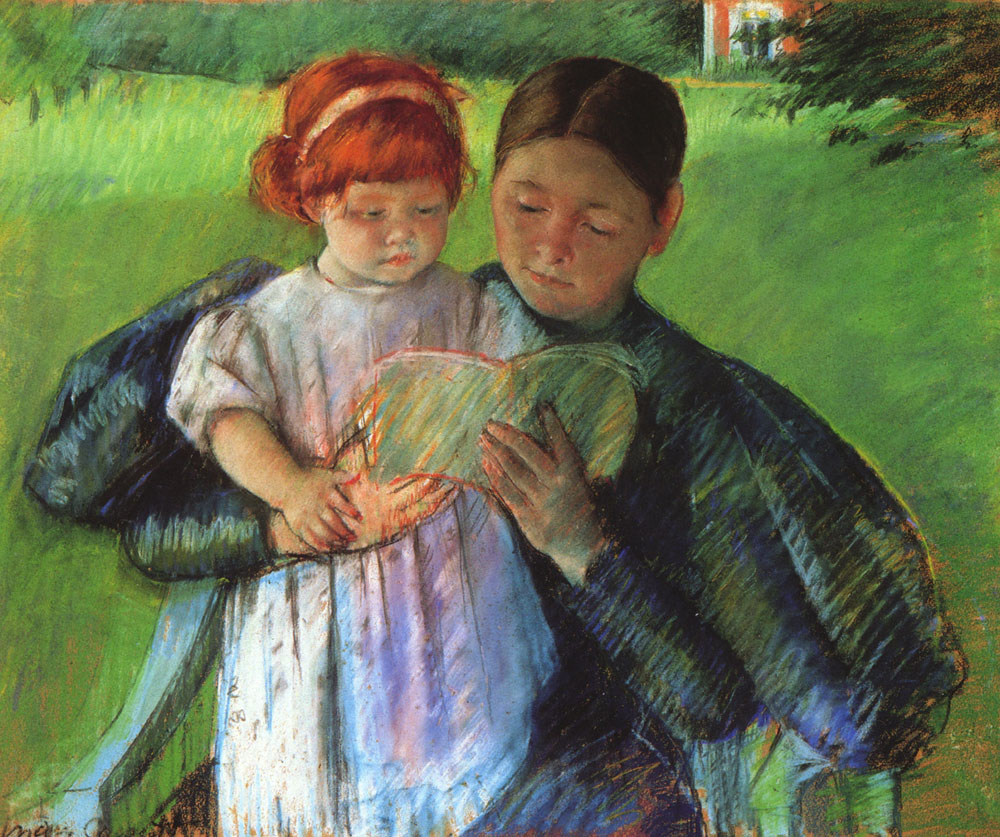
Lettura a una bambina (1895), dipinto di Mary Cassatt.

Nati per leggere è un'iniziativa pedagogica e culturale non profit, promossa dall'azione congiunta dell'Associazione Italiana Biblioteche, dall'Associazione Culturale Pediatri - ONLUS e dal Centro per la Salute del Bambino - ONLUS. L'iniziativa si prefigge l'intento di «promuovere la lettura ad alta voce» rivolta «ai bambini di età compresa tra i 6 mesi e i 6 anni».

## Obiettivi
Dal 1999, anno del suo avvio, l'iniziativa Nati per Leggere si prefigge di promuovere l'attitudine alla lettura nella popolazione infantile, offrendo, a bambini di età compresa tra i 6 mesi e i 6 anni (cioè non solo prima dell'acquisizione della competenza alla lettura in età scolare ma anche prima dello sviluppo del linguaggio), precocissime occasioni di ascolto di letture eseguite ad alta voce, da parte di persone, come genitori o insegnanti, legate da un forte rapporto affettivo o emozionale con il bambino. Lo scopo è quello di favorire nei bambini la percezione del libro come strumento, medium, e crocevia di intense esperienze affettive ed esistenziali, tenendo a mente l'ammonizione di Gianni Rodari secondo cui il "rifiutarsi di leggere" equivaleva a predisporre i bambini a «odiare la lettura».

## Esperienze e studi
L'iniziativa si ispira a studi ed esperienze condotte presso il Boston Medical Center che hanno portato, tra gli anni ottanta e novanta, all'affermazione, negli Stati Uniti, della iniziativa originarie Reach Out and Read, nata in un contesto più strettamente pediatrico, e Born to read a cui hanno fatto seguito altre similari in diversi contesti territoriali, come, ad esempio, la britannica Bookstart sorta nel 1992, la catalana Nascuts per Llegir, sorta nel 2003, la tedesca Zum lesen geboren del 2005 la "Buchstart"-"Né pour lire"-"Nati per leggere" nata in Svizzera nel 2006 il progetto Rođeni za čitanje nato in Croazia nel 2007.
Gli studi ispiratori delle diverse iniziative nazionali documentano come l'ascolto precocissimo di letture ad alta voce, rivolto a bambini anche di pochissimi mesi, prima ancora dell'acquisizione della parola, sia in grado di migliorare la comprensione del linguaggio scritto, un'area della competenza linguistica nella quale si accumulano deficit in grado di condizionare negativamente il successo scolastico, specialmente nelle famiglie interessate da condizioni di svantaggio o di disagio sociale.
Il metodo educativo della lettura ad alta voce si è mostrato in grado di esercitare un effetto «protettivo» proprio nei confronti di bambini provenienti da aree sociali e famiglie interessate da fattori di disagio, in cui la tutela non va limitata ai soli fattori di rischio costituiti dalla malattia e della violenza ma, in senso più esteso, anche alle possibili deprivazioni di «adeguate occasioni di sviluppo affettivo e cognitivo».
L'imprinting emotivo veicolato da queste esperienze si è dimostrato in grado di dispiegare i suoi effetti positivi nelle età successive, dalla primissima scolarizzazione fino all'età evolutiva, e anche oltre, consolidando nel tempo l'attitudine e la familiarità alla lettura, all'ascolto, all'attenzione e alla concentrazione.

## Azioni positive

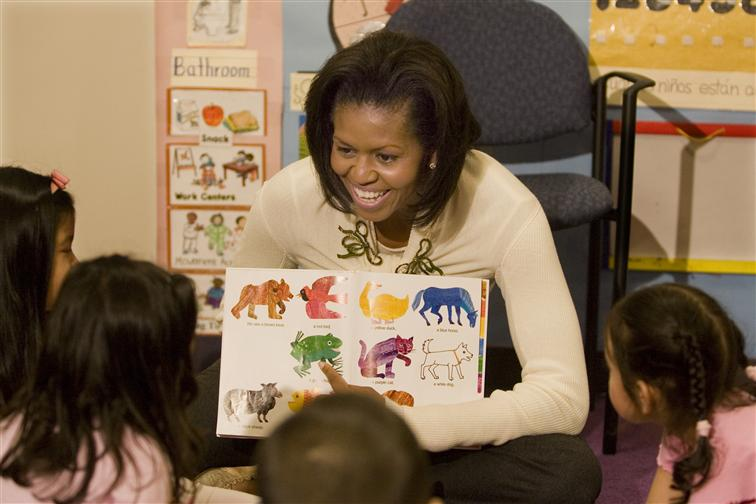
Lettura ad alta voce: Michelle Obama, nel 2009, con i bambini del Mary's Center for Maternal and Child Care

L'iniziativa "Nati per Leggere" si è sviluppata attraverso il coinvolgimento dei sistemi bibliotecari, delle istituzioni educative per l'infanzia, e della rete dei pediatri di famiglia e di quelli operanti nei servizi delle Aziende sanitarie locali. Le azioni concrete consistono nella sensibilizzazione dei genitori, nell'elaborazione di un elenco di titoli adatti alle varie fasce d'età, nell'organizzazione, in contesti istituzionali, di occasioni di lettura rivolte alla popolazione infantile, nella messa a disposizione, nelle sale d'attesa dei pediatri, di una scelta di titoli adatti alla lettura ai pazienti nel tempo trascorso prima di essere sottoposti a visita.
Il progetto è stato adottato dall'Istituto di Cultura Italiana in Portogallo.
Per il sostentamento delle attività, il progetto effettua una selezione dei possibili finanziatori, escludendo tutti quei soggetti commerciali portatori di interessi o di potenziali condizionamenti come, in particolare, le aziende del settore farmaceutico e dell'alimentazione infantile. In particolare, il coordinamento del progetto tiene a puntualizzare che non sussiste alcun tipo di collegamento con l'iniziativa "Leggere per crescere", messa in atto, con rilevanti mezzi economici, dalla multinazionale farmaceutica GlaxoSmithKline.
È in genere accettata l'associazione dell'iniziativa al sostegno proveniente da imprese dotate di certificazione di Social Accountability (SA 8000) o, data la diffusione ancora scarsa del riconoscimento SA8000, di Fondazioni bancarie di rilievo nazionale o locale. È invece categoricamente esclusa l'associazione del progetto, tra le altre, alle imprese farmaceutiche o del settore dell'alimentazione per lattanti.

### Premio nazionale Nati per leggere
Dal 2010, il Gruppo nazionale di coordinamento dell'iniziativa, la Regione Piemonte, la Città di Torino, la Fondazione per il Libro, la Musica e la Cultura, bandiscono il Premio nazionale Nati per leggere, con l'intento di «sostenere la migliore produzione editoriale per bambini in età prescolare, in particolare da 0 a 3 anni, e riconoscere la creatività e l'impegno degli operatori attivi nei progetti locali Nati per leggere».
Il conferimento del premio è previsto nell'ambito della Fiera Internazionale del Libro di Torino.